# Тамар Зандберг
Тамар «Тамі» Зандберг (івр. תמר זנדברג; нар. 29 квітня 1976 року) — ізраїльська феміністська політична діячка лівого спрямування, природозахисниця, ЛГБТ-активістка. Депутат Кнесету (з 2013 року) і голова партії «Мерец» (до 2018 року). До обрання в Кнесет 19-го скликання була членом міськради Тель-Авів-Яффо.

## Життєпис
Тамар Зандберг народилася в Рамат-Гані в 1976 році у родині журналістки Естер Зандберг та Йоеля Зандберга, брат ізраїльський футболіст Міхаель Зандберг. У 1999—2004 роках проходила службу в Армії оборони Ізраїлю, офіцерка з освіти молоді.
Освіта: бакалаврат психології та економіки Єврейського університету в Єрусалимі, магістратура (диплом з відзнакою) в галузі соціальної психології Університету імені Бен-Гуріона в Негеві, бакалаврат юриспруденції Тель-Авівського університету. Докторантка з політології та управління в університеті імені Бен-Гуріона в Негеві, вивчає питання просторового планування та прав людини. До обрання до Кнесету Тамар Зандберг викладала в Академічному коледжі Сапір на кафедрі управління та публічної політики.
У 2010—2013 роках голова фонду добробуту жертв Голокосту в Ізраїлі.
У 2011—2012 роках — голова ефіопського національного проєкту.
Розлучена, живе в Тель-Авіві з партнером Урі Закі (колишнім виконавчим директором «Бецелем» США) та донькою.

## Політична діяльність

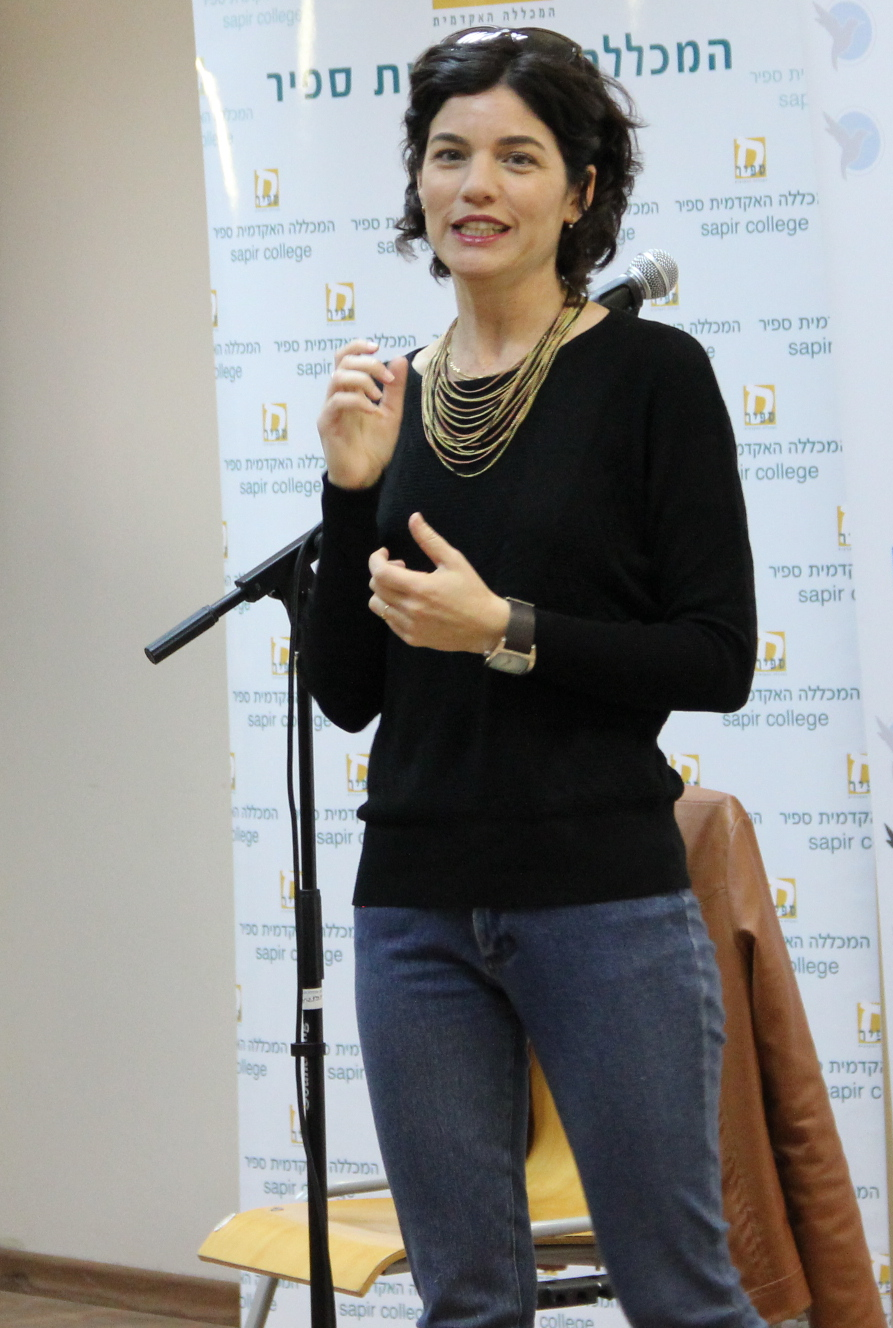
Тамар Зандберг у 2015 році

Тамар Зандберг почала політичну кар'єру в 2003 році, коли приступила до роботи парламентською помічницею депутата від «Мерец» Рана Коена. Цю посаду займала до 2008 року, коли була обрана до міськради Тель-Авіва, будучи другою в списку «Мерец». Під час перебування в раді очолювала міську комісію у справах жінок, а також перебувала у фінансовому комітеті та комітеті з доступного житла. Одна з ініціаторок ідеї запровадити громадський транспорт у суботу (шабат). Просувала права жінок, виступала за громадянські і одностатеві шлюби.
Тамі Зандберг визначає себе як феміністку, соціал-демократку і енвайроменталістку. Вона очолює опозиційну фракцію «Соціальний дім» в «Нааматі» — провідному ізраїльському союзі трудящих жінок. Бере активну участь в боротьбі за захист природних ресурсів і тварин.
Зандберг була ключовою активісткою «наметового протесту» із соціальними гаслами влітку 2011 року. Також вона входила до експертної групи, що розробила і подала платформу руху за житлові та транспортні питання. У відповідь на силове придушення протестів Тамар Зандберг разом з однопартійцями в міській раді покинула коаліцію на чолі з мером Роном Хульдаї.
На парламентських виборах 2013 року займала шосте (останнє) прохідне місце в списку «Мерец». Її кампанія велася із залученням в рамках краудсорсингу невеликих пожертвувань до 1000 шекелів. Протягом свого першого терміну була членкинею комісії Кнесету з внутрішніх справ і захисту навколишнього середовища, співголовою заснованого нею парламентського лобі за доступний транспорт, а також очолювала підкомісію з охорони ізраїльських пляжів. Також Зандберг подала законопроєкт, що зобов'язує планувати кожен новий будівельний проєкт у відповідність з маршрутами громадського транспорту, змінюючи їх при необхідності для зручності жителів, а також ряд інших законопроєктів: про оподаткування порожніх квартир; про заборону платних пляжів; проти поліцейського насильства; про декриміналізацію особистого вживання канабісу дорослими; про відпустку по догляду за дитиною.
На виборах 2015 року була п'ятою у списку, і за попередніми результатами, «Мерец» повинна була розраховувати лише на чотири місця. Тому здавалося, що Зандберг втрачала депутатський мандат. Лідерка партії Захава Гальон оголосила, що подасть у відставку з посад голови «Мерец» і депутата Кнесету, щоб дозволити Зандберг, висхідній зірці партії, залишитися в парламенті (хоча Зандберг була незгодна з цим рішенням і просила його переглянути). Однак за остаточними результатами від «Мерец» все-таки було обрано п'ять депутатів.
Після повторного обрання працювала в комісії Кнесету з внутрішніх справ і захисту навколишнього середовища, за підтримку статусу жінок та гендерної рівності, а також в лобі по боротьбі з корупцією державної адміністрації. Тамар Зандберг — нині голова комісії по боротьбі зі зловживанням алкоголем і наркотиками, а також одна з керівниць соціально-екологічного лобі і лобі за доступний транспорт.
Отримала нагороду «Зелений глобус» за внесок в охорону довкілля та сталий розвиток.
На початку 2018 року і Захава Гальон, і її головний конкурент Ілан Гілон оголосили про відхід з політики. Перші в історії «Мерец» відкриті праймеріз на пост голови партії 22 березня 2018 року, як і очікувалося, завершилися перемогою Тамар Зандберг з 71% голосів.